# Hans Schmidt-Isserstedt
Hans Schmidt-Isserstedt (5 de mayo de 1900 - 28 de mayo de 1973) fue un director de orquesta y compositor alemán.

## Formación
Nacido en Berlín, estudió música en Heidelberg y Münster. Fue también estudiante de composición con Franz Schreker en la Universidad de las Artes de Berlín y recibió el doctorado en 1923.

## Carrera
Fue director de ensayos en la Ópera de Wuppertal desde 1923. Después trabajo como director en las óperas de Rostock (1928 - 1931) y Darmstadt (1931 - 1933). Desempeñó el cargo de primer director en la Ópera Estatal de Hamburgo de 1935 a 1943. En 1944 fue nombrado director musical en la Ópera Estatal de Berlín.
En 1945, después del fin de Segunda Guerra Mundial, las autoridades militares británicas invitaron a Schmidt-Isserstedt (quien había evitado unirse al Partido Nazi) a fundar una orquesta en la Radio Alemana del Norte en Hamburgo. Seis meses más tarde reunió la Orquesta Sinfónica de la Radio del Norte de Alemania y dirigió su primer concierto en noviembre de 1945. Fue posteriormente su primer director principal. Durante sus años en esta función fue un defensor de la música de compositores cuya música había sido marginada en Alemania durante el Tercer Reich como Bartók, Stravinsky y Hindemith. Por otro lado su compositor favorito era Mozart e hizo varios registros y dio muchas interpretaciones notables de sus obras. En particular sus registros de las óperas de Mozart Idomeneo y La finta giardiniera son muy admirados.
De 1955 a 1964, fue también director principal de la Real Orquesta Filarmónica de Estocolmo. Entre sus interpretaciones se pueden destacar Las bodas de Fígaro en el Festival de Glyndebourne en 1958 y el Tristán e Isolda en la Ópera Real, Covent Garden en 1962.
También tiene una grabación completa de las sinfonías de Beethoven muy bien considerada por la crítica. En Alemania, fue un gran defensor de la música de Tippett.
Como compositor, Schmidt-Isserstedt fue autor de diversas composiciones, entre las que se incluyen canciones, la ópera Hassan gewinnt (Rostock, 1928) y diversas obras para orquesta.
Su hijo fue el productor de discos británico Erik Smith. Hans Schmidt-Isserstedt murió en Holm, Pinneberg, Alemania, en 1973.

## Discografía seleccionada
En 1937 dirigió a la Orquesta Filarmónica de Berlín y Georg Kulenkampff en una interpretación del Concierto para violín de Robert Schumann.
En 2002 Decca publicó una caja dedicada a Schmidt-Isserstedt y sus grabaciones de obras de Beethoven con los registros de todas las sinfonías, conciertos de piano, algunas oberturas y su concierto de violín.